# Emmerik De Vriese
Emmerik De Vriese (Knokke, 14 februari 1985) is een Belgische voetballer. Hij is de zoon van gewezen voetballer Dirk De Vriese.

## Carrière
Emmerik De Vriese leerde voetballen bij de jeugd van Knokke FC. Op jonge leeftijd stapte hij echter al over naar Cercle Brugge. Later voetbalde hij ook voor de jeugd van Germinal Beerschot en AA Gent. Bij de Buffalo's kwam hij niet toe aan spelen toe in het eerste elftal. In januari 2004 zocht De Vriese andere oorden op en belandde hij in Nederland.
De Vriese is een aanvaller, die ook op de linkerflank kan spelen. Zijn snelheid is een van zijn troeven. Hij speelde in Nederland meerdere seizoenen voor tweedeklasser BV Veendam alvorens terug te keren naar België. De Vriese vond in 2008 onderdak bij Antwerp FC, waar hij een vaste waarde werd. Tijdens het seizoen 2010/11 kon Antwerp in de Beker van België net niet stunten tegen Standard Luik. De Vriese scoorde in die wedstrijd het openingsdoelpunt.
In juni 2011 maakte De Vriese de overstap naar Eerste Klasse. Hij tekende een contract bij promovendus Oud-Heverlee Leuven.

## Statistieken[1]
| Competitie      | Seizoen         | Club                | Competitie | Competitie | Play-off I | Play-off I | Play-off II | Play-off II | Play-off III / Eindr. | Play-off III / Eindr. | Beker | Beker | Totaal | Totaal |
| Competitie      | Seizoen         | Club                | Wed.       | Dlp.       | Wed.       | Dlp.       | Wed.        | Dlp.        | Wed.                  | Dlp.                  | Wed.  | Dlp.  | Wed.   | Dlp.   |
| --------------- | --------------- | ------------------- | ---------- | ---------- | ---------- | ---------- | ----------- | ----------- | --------------------- | --------------------- | ----- | ----- | ------ | ------ |
| Eerste Divisie  | 2005-2006       | BV Veendam          | 24         | 5          | nvt        | nvt        | nvt         | nvt         | --                    | --                    | 2     | 1     | 26     | 6      |
| Eerste Divisie  | 2006-2007       | BV Veendam          | 26         | 1          | nvt        | nvt        | nvt         | nvt         | 3                     | 1                     | 0     | 0     | 29     | 2      |
| Eerste Divisie  | 2007-2008       | BV Veendam          | 19         | 1          | nvt        | nvt        | nvt         | nvt         | --                    | --                    | 1     | 0     | 20     | 1      |
| Tweede Klasse   | 2008-2009       | Antwerp FC          | 30         | 2          | nvt        | nvt        | nvt         | nvt         | 5                     | 0                     | 1     | 0     | 36     | 2      |
| Tweede Klasse   | 2009-2010       | Antwerp FC          | 18         | 2          | nvt        | nvt        | nvt         | nvt         | --                    | --                    | 1     | 0     | 19     | 2      |
| Tweede Klasse   | 2010-2011       | Antwerp FC          | 30         | 9          | nvt        | nvt        | nvt         | nvt         | --                    | --                    | 3     | 1     | 33     | 10     |
| Eerste Klasse   | 2011-2012       | Oud-Heverlee Leuven | 15         | 1          | --         | --         | 0           | 0           | --                    | --                    | 1     | 0     | 16     | 1      |
| Eerste Klasse   | 2012-2013       | Oud-Heverlee Leuven | 0          | 0          | --         | --         | --          | --          | --                    | --                    | 0     | 0     | 0      | 0      |
| Parva Liga      | 2014-2015       | Lokomotiv Plovdiv   | 4          | 0          | --         | --         | --          | --          | 5                     | 1                     | 3     | 0     | 12     | 1      |
| First Division  | 2015-2016       | Ethnikos Achnas     | 19         | 0          | --         | --         | --          | --          | 8                     | 1                     | 0     | 0     | 27     | 1      |
| First Division  | 2016-2017       | Ermis Aradippou     | 21         | 0          | --         | --         | --          | --          | 3                     | 0                     | 0     | 0     | 24     | 0      |
| Liga 1          | 2017-2018       | Gaz Metan Medias    | 8          | 0          | --         | --         | --          | --          | --                    | --                    | 1     | 0     | 9      | 0      |
| Carrière totaal | Carrière totaal | Carrière totaal     | 214        | 21         | 0          | 0          | 0           | 0           | 24                    | 3                     | 13    | 2     | 251    | 26     |